# 平多巴
平多巴（葡萄牙語：Pindoba）是巴西阿拉戈斯州的一个市镇。总面积83.22平方公里，总人口3103人，人口密度37.3人/平方公里。